# Sonate voor viool en piano nr. 1 (Penderecki)
Krzysztof Penderecki componeerde zijn Sonate voor viool en piano in 1953. Het werk is gecomponeerd voordat Penderecki aan zijn muziekstudie aan de Muziekacademie Krakau begon. Het is pas gepubliceerd in de jaren 90. Van zijn latere stijl, die voor hem zo kenmerkend is van Threnos, is nog niets te merken. Zijn stijl lijkt in deze periode meer op die van Dmitri Sjostakovitsj.

## Delen
1. Allegro
2. Andante
3. Allegro vivace

## Bron en discografie
- Uitgave Naxos; Ida Bieler, viool; Nina Tichman, piano